# Pagan Racing
A Pagan Racing foi uma equipe de corridas automobilísticas dos Estados Unidos fundada por Jeff Pagan e seu filho Jack Pagan. Disputou provas da CART e da Indy Racing League entre 1993 e 2000.
Na CART, disputou 3 edições das 500 Milhas de Indianápolis, tendo como pilotos o colombiano Roberto Guerrero (1994 e 1995) e o norte-americano Jeff Andretti, irmão mais novo de Michael Andretti, em 1993. Além deles, Dennis Vitolo participou da etapa de Homestead (também em 1995).
Pela IRL, Guerrero também pilotou carros da Pagan entre 1997 e 1998, tendo um quinto lugar no GP de New Hampshire, em 1996, como seu melhor resultado. Richie Hearn, Jeff Ward, Stevie Reeves e Billy Boat (único piloto que não conseguiu classificação pelo time) também representaram a equipe, que obteve 2 pódios com Hearn, em 2000, ano em que fechou as portas.

## Curiosidade
Em 1995, a Pagan emprestou um Reynard-Mercedes reserva para Al Unser, Jr., que estava com problemas para classificar com o carro de sua equipe, a Penske. O bicampeão das 500 Milhas de Indianápolis não conseguiu andar bem, obtendo apenas 218 mph, regressando ao PC-23.

## Pilotos

### CART
- Roberto Guerrero (1994–1995)
- Jeff Andretti (1993)
- Dennis Vitolo (1995)

### IRL
- Roberto Guerrero (1996–1998)
- Jeff Ward (1999)
- Richie Hearn (2000)
- Stevie Reeves (1998)
- Billy Boat (1998)